# Talacalanus greeni
Talacalanus greeni är en kräftdjursart som först beskrevs av Farran 1905.  Talacalanus greeni ingår i släktet Talacalanus och familjen Phaennidae. Inga underarter finns listade i Catalogue of Life.